# Pistolen und Petticoats
Pistolen und Petticoats (Originaltitel: Pistols ’n’ Petticoats) ist eine 1966 bis 1967 von CBS ausgestrahlte komödiantische Westernserie in 26 Folgen von je 30 Minuten Länge. Regie führten Joe Conelly und Ezra Stone, für das Drehbuch waren George Tibbles, Lois Hire und Paul West verantwortlich.
Von August 1967 bis Januar 1968 liefen 17 Folgen in Deutschland im ZDF. Es war die erste Farbfernsehserie, die im Zweiten Deutschen Fernsehen ausgestrahlt wurde. Die dritte Episode hatte eine Sehbeteiligung von 39,44 Millionen Zuschauern.

## Handlung
Die Serie dreht sich um Erlebnisse der Familie Hanks aus Wretched in Colorado um 1871. Henrietta Hanks’ Tochter Lucy, die gerade die Höhere Töchterschule absolviert hat, wird zwar ohne Vater, dafür aber mit tatkräftiger Hilfe von Großmutter Effie und Großvater Andrew aufgezogen. Leider ist das Leben in Wretched alles andere als einfach. Manchmal kommt es zu Missverständnissen mit Indianern, und Sheriff Harold Sykes ist eine komplette Null. So haben lichtscheue Gestalten in Wretched freie Bahn. Wenn nicht die Familie Hanks wäre, die häufig – auch mit dem Schießeisen – eingreift, damit in Wretched wieder Ruhe und Ordnung herrschen.

## Synchronisation
| Rolle                   | Darsteller     | Synchronsprecher   |
| ----------------------- | -------------- | ------------------ |
| Andrew Hanks, Großvater | Douglas Fowley | Bum Krüger         |
| Henrietta Hanks         | Ann Sheridan   | Marianne Wischmann |
| Sheriff Harold Sykes    | Gary Vinson    | Gig Malzacher      |

## Episoden
1. Kein Geschäft für Buss Courtney – EA 29. August 1967
2. Die Tochter des weissen Mannes – EA 5. September 1967
3. Ein perfekter Gentleman – EA 12. September 1967
4. Achtzig Jahr – Graues Haar – EA 19. September 1967
5. Die Lady-Killerin – EA 26. September 1967
6. Mit gezinkten Dollars – EA 3. Oktober 1967
7. Oma, lass das Schiessen sein – EA 10. Oktober 1967
8. Bis zum letzten Tropfen Whisky – EA 17. Oktober 1967
9. Kein Platz für Kammerdiener – EA 24. Oktober 1967
10. Billie the Kid – EA 31. Oktober 1967
11. Grossvater auf Abwegen – EA 7. November 1967
12. Späte Liebe – EA 14. November 1967
13. Ein falscher Freier – EA 21. Oktober 1967
14. Grippe und ungebetene Gäste – EA 28. November 1967
15. Ein Colt für Sorry Water – EA 5. Dezember 1967
16. Rostiger Ruhm – EA 12. Dezember 1967
17. Ein Sheriff für Lucy – EA 19. Dezember 1967